# Artur Phleps

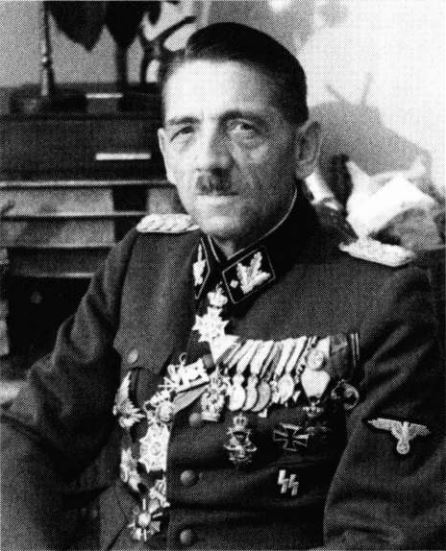
Artur Phleps (1942)

Artur Martin Phleps (* 29. November 1881 in Birthälm, Österreich-Ungarn; † 21. September 1944 in oder bei Schimand bei Arad , Banat) war österreich-ungarischer, dann rumänischer und im Zweiten Weltkrieg deutscher Offizier rumäniendeutscher Herkunft. Seit 1941 Angehöriger der Waffen-SS und seit 1943 Korpskommandeur im Rang eines SS-Obergruppenführers und General der Waffen-SS.

## Leben
Artur Phleps wurde am 29. November 1881 in Siebenbürgen geboren, als dritter Sohn des Arztes Gustav Phleps und dessen Ehefrau Sofie, geb. Stolz. Einer der Brüder war Hermann Phleps (1877–1964), deutscher Architekt, Kunsthistoriker und Hochschullehrer.
Nach dem Abschluss der evangelischen Realschule in Hermannstadt trat er 1900 in die k.u.k.-Kadettenschule in Pressburg ein und wurde am 1. November 1901 als Leutnant in das 3. Regiment der Tiroler Kaiserjäger aufgenommen. 1903 wurde Phleps zum 11. Feldjägerbataillon in Güns (im heutigen Ungarn) versetzt. und 1905 in die Theresianische Militärakademie in Wiener Neustadt aufgenommen. Er schloss sein Studium in zwei Jahren ab und wurde als geeignet für den Dienst im Generalstab befunden. Nach der Beförderung zum Oberleutnant wurde er in den Stab des 13. Infanterieregiments in Esseg versetzt, dann zur 6. Infanteriedivision in Graz. 1911 folgte die Beförderung zum Hauptmann und die Versetzung in den Stab des XV Armeekorps in Sarajevo. Dort spezialisierte er sich auf Mobilisierung und Kommunikation im schwierigen Gelände von Bosnien und Herzegowina.
Im Ersten Weltkrieg mehrfach ausgezeichnet, schied er 1918 k.u.k. Oberstleutnant des Generalstabes aus dem aktiven Heer Österreich-Ungarns aus. 1919 wurde Phleps, als seine Heimat Siebenbürgen an Rumänien fiel, von der neuen rumänischen Armee übernommen, und war bei der Reorganisierung der rumänischen Armee und den in Siebenbürgen verbliebenen Teilen der österreichisch-ungarischen Armee der nationalen Armee von Rumänien maßgeblich beteiligt. Phleps diente als Referent an der Militärakademie in Bukarest und erhielt 1940 seine Ernennung zum kommandierenden königlichen General de divizie (Generalleutnant) der rumänischen Armee der rumänischen Gebirgstruppe.
Der erfolgreiche rumänische Offizier nahm 1941 mit fast 60 Jahren seinen Abschied, um zur deutschen Wehrmacht überzutreten. Phleps wurde von der Wehrmacht (zunächst unter dem Geburtsnamen der Mutter) als Oberst Martin Stolz der Waffen-SS als zusätzlicher Offizier dem Stab der SS-Division „Wiking“ zugeteilt. Er erwarb sich das Vertrauen der Divisionsführung. Phleps wurde nach dem Tod Hilmar Wäckerles Kommandeur des Regiments „Westland“, und der Reichsführer SS Heinrich Himmler nahm Artur Phleps zum 30. Juni 1941 als SS-Oberführer in die SS auf (SS-Nummer 401.214).
Phleps fiel durch seine ausgezeichnete organisatorische Arbeit auf, und die deutsche Wehrmacht wurde so auf ihn aufmerksam. Eberhard von Mackensen, dem die SS-Division „Wiking“ unterstellt war, versuchte Phleps zur Wehrmacht abzuwerben, indem er ihm einen Posten als Divisionskommandeur zusicherte.
Himmler beförderte daraufhin Phleps zum 20. April 1942 zum SS-Gruppenführer und Generalleutnant der Waffen-SS und übertrug ihm die Führung der aus volksdeutschen Minderheiten aus Jugoslawien, Ungarn und Rumänien aufgestellten SS-Großverband „Prinz Eugen“. Die Waffen-SS Division sollte auf dem Balkan und dort hauptsächlich in Nordserbien eingesetzt werden. Die Division wurde noch 1942 in 7. SS-Freiwilligen-Gebirgs-Division „Prinz Eugen“ umbenannt, die ab 1943 im Zuge der „Banden- und Partisanenbekämpfung“ oftmals grausame Einsätze gegen die serbische Zivilbevölkerung ausführte. Zahlreiche Kriegsverbrechen dieser Division sind dokumentiert.

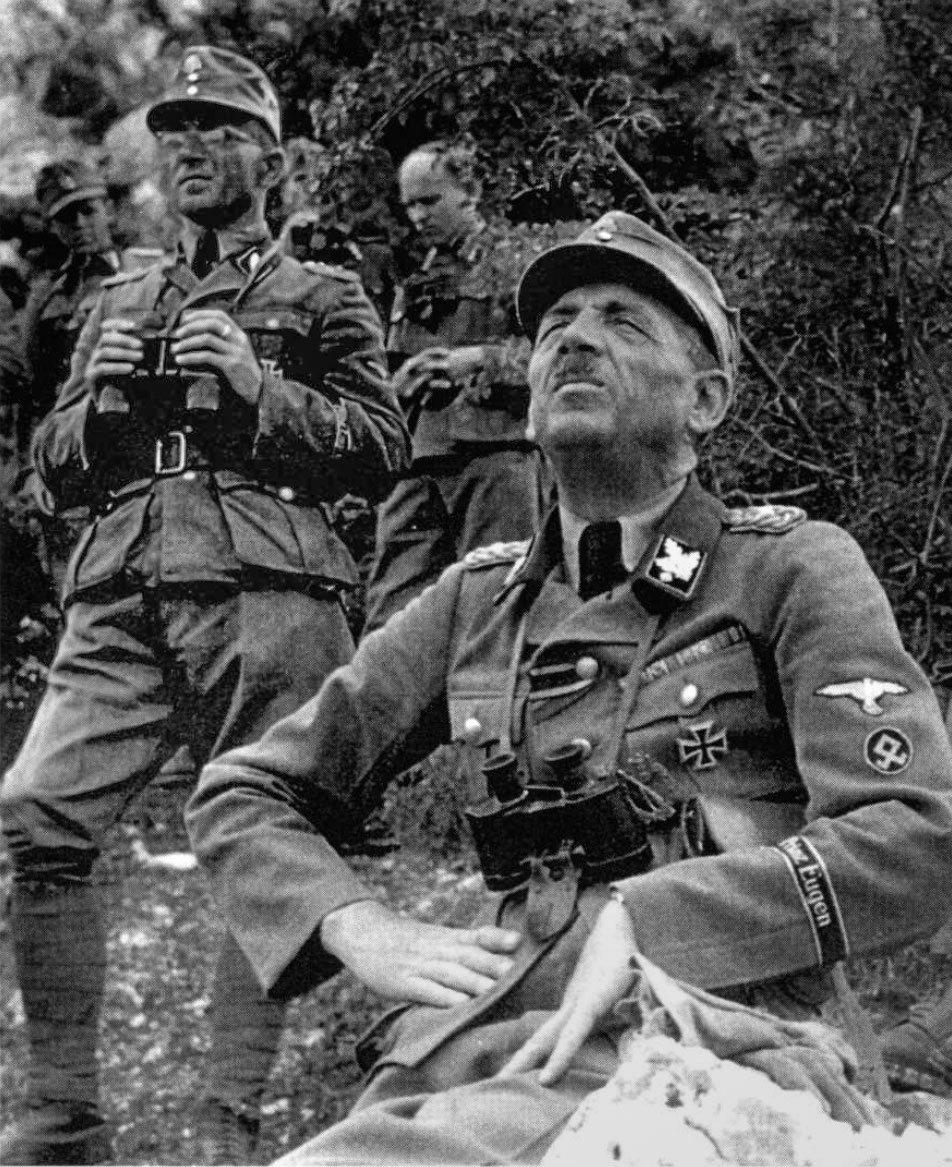
Phleps und August Schmidhuber (l.) am 2. Juli 1943.

Für seine Verdienste als Divisionskommandeur wurde Artur Phleps zum 21. Juni 1943 zum SS-Obergruppenführer und General der Waffen-SS befördert und erhielt bereits am 4. Juli das Ritterkreuz des Eisernen Kreuzes. Phleps gab die Divisionsführung der „Prinz Eugen“ ab und wurde mit der Aufstellung des V. SS-Gebirgskorps betraut. Ihm waren damit nicht nur seine eigene Division, sondern auch Heeresteile der Wehrmacht und die 13. Waffen-Gebirgs-Division der SS „Handschar“ unterstellt.
Phleps hatte große Schwierigkeiten in der Zusammenarbeit mit dem kroatischen Marionettenstaat und äußerte in einem Memorandum an Himmler, in dem er Kritik an der kroatischen Verwaltung übte: Konzentrationslager, Arbeitskolonnen und die Todesstrafe müssen Hand in Hand die Übeltäter fassen, weil der Balkanmensch die milde Hand nicht verträgt. Er muß die Peitsche fühlen.
Phleps nahm an der Gruppenführer-Tagung am 4. Oktober 1943 in Posen teil, bei der Heinrich Himmler die erste Posener Rede hielt.
Ab dem September 1944 verschlechterte sich die Lage der deutschen Besatzungsmacht zusehends: Titos Partisanen setzten ihnen in Jugoslawien immer mehr zu, die Rote Armee war auf dem raschen Vormarsch in Richtung Westen und stand bereits in der Nähe der rumänischen Grenze. Im September 1944 war Phleps in seiner rumänischen Heimat als „Höherer SS- und Polizeiführer Siebenbürgen“ (laut Dienstaltersliste der Waffen-SS (Sachstand: 1. Juli 1944)) eingesetzt, als ein Vorstoß der 2. Ukrainischen Front unter Rodion Jakowlewitsch Malinowski nach Ungarn begann: Phleps und seine Adjutanten wollten sich ein Bild von der Lage machen und brachen am 21. September zu einer Aufklärungsfahrt auf. Nahe der im heutigen westrumänischen Banat liegenden Stadt Arad wurden sie jedoch von der Roten Armee überrascht und gefangen genommen. Allerdings war es den Sowjets gar nicht bewusst, wen sie da gefangen hatten. So erschossen sie wohl Phleps und seine Adjutanten um 17.30 Uhr während eines deutschen Luftangriffes.
Für die deutsche Heeresleitung und das SS-Führungshauptamt galt Phleps zunächst als vermisst. Himmler ging schließlich sogar von einer Fahnenflucht Phleps’ aus. Auf Veranlassung Himmlers wurde ein Haftbefehl erteilt. Als man aber im Dorf Schimand bei Arad sein Ritterkreuz und andere ihm gehörende Effekten fand, ging man auch dort von seinem Tod aus, obwohl seine Leiche nie gefunden wurde.
Die „Dienstaltersliste der Waffen-SS“ (Stand: 1. Juli 1944) trägt dann auch den handschriftlichen Hinweis „gefallen am 21.9.44“ – dem Tag des Verschwindens Phleps'.
Am 24. November 1944 wurde Artur Phleps postum das Eichenlaub zum Ritterkreuz verliehen, das man seinem Sohn, Reinhart Phleps (1917–2001) stellvertretend überreichte, der als Arzt in der Waffen-SS III./SS-Gebirgsjäger-Regiment 14 „Prinz Eugen“ und im „Feldkommando Stab RFSS“ diente.
Das SS-Freiwilligen-Gebirgsregiment 13 erhielt den Ehrennamen „Artur Phleps“ mit Ärmelstreifen verliehen.

## Beschuldigung der Kriegsverbrechen
Phleps wurde von den jugoslawischen Behörden wegen Kriegsverbrechen im Zusammenhang mit den Gräueltaten angeklagt, die von der 7. SS-Division in der Gegend von Nikšić in Montenegro während des Unternehmens Schwarz begangen wurden, als sie unter seinem Kommando stand. Bei den Nürnberger Prozessen am 6. August 1946 wurde ein Dokument der jugoslawischen Staatskommission für Verbrechen der Besatzer und ihrer Kollaborateure zu den Verbrechen der 7. SS-Division wie folgt zitiert:
„Ende Mai 1943 kam die Division nach Montenegro in die Gegend von Niksic, um zusammen mit den italienischen Truppen an der fünften feindlichen Offensive teilzunehmen. […] Die Offiziere und Männer der SS-Division Prinz Eugen begingen bei dieser Gelegenheit Verbrechen von unerhörter Grausamkeit. Die Opfer wurden erschossen, abgeschlachtet und gefoltert oder in brennenden Häusern verbrannt. […] Die eingeleiteten Ermittlungen haben ergeben, dass bei dieser Gelegenheit 121 Personen, meist Frauen, darunter 30 Personen im Alter von 60-92 Jahren und 29 Kinder im Alter von 6 Monaten bis 14 Jahren, auf die oben geschilderte grausame Weise hingerichtet wurden. Die Dörfer [und dann folgt die Liste der Dörfer] wurden niedergebrannt und dem Erdboden gleichgemacht. […] Für alle diese schwersten Kriegsverbrechen sind neben den eigentlichen Tätern – den Angehörigen der SS-Division Prinz Eugen - alle vorgesetzten und alle unterstellten Befehlshaber als Befehlsgeber und Übermittler der Mord- und Verwüstungsbefehle verantwortlich. Unter anderem sind folgende Kriegsverbrecher bekannt: SS-Gruppenführer und Generalleutnant der Waffen-SS Phleps; Divisionskommandeur, Generalmajor der Waffen-SS Karl von Oberkamp; Kommandeur des 13. Regiments, später Divisionskommandeur, Generalmajor Gerhard Schmidhuber …“
In den Nürnberger Prozessen wurde festgestellt, dass die Waffen-SS eine verbrecherische Organisation war, da sie maßgeblich an Kriegsverbrechen und Verbrechen gegen die Menschlichkeit beteiligt war, einschließlich der Tötung von Kriegsgefangenen und Gräueltaten in besetzten Ländern.
Phleps selbst hatte in internen Papieren der Wehrmacht die Vorgehensweise so charakterisiert:": „Eine fanatisierte Bevölkerung, besonders serbischer Nationalität, verträgt keine von Humanitätsduselei beeinflusste, duldende Behandlung. Sie respektiert nur die brutale Gewalt“.

## Auszeichnungen
- Orden der Eisernen Krone III. Klasse mit Kriegsdekoration und Schwertern
- Offizierskreuz des Franz-Josephs-Ordens
- Militärverdienstkreuz III. Klasse mit Kriegsdekoration
- Militär-Verdienstmedaille (Österreich) in Gold und Silber
- Verwundetenmedaille
- Ehrenzeichen für Verdienste um das Rote Kreuz II. Klasse mit Kriegsdekoration
- Militär-Jubiläumskreuz 1908
- Mobilisierungskreuz 1912/13
- Eisernes Kreuz (1914) II. Klasse (27. Januar 1917)
- Offizierskreuz mit Schwertern des Sterns von Rumänien (1920)
- Kommandeurkreuz des Ordens der Krone von Rumänien im Jahr 1927
- Komturkreuz des Sterns von Rumänien (1933)
- Großkreuz des Ordens der Krone von Rumänien im Jahr 1939
- Spange zum Eisernen Kreuz II. Klasse
- Eisernes Kreuz (1939) I. Klasse
- Medaille Winterschlacht im Osten 1941/42
- Infanteriesturmabzeichen
- Ritterkreuz des Eisernen Kreuzes mit Eichenlaub[15]
  - Ritterkreuz am 4. Juli 1943
  - Eichenlaub am 24. November 1944 (670. Verleihung (posthum))
- Deutsches Kreuz in Gold am 20. Juni 1944[15]
- Kroatischer Orden vom Eisernen Dreiblatt I. Klasse